# فريدي هايندز
فريدي هايندز (بالإنجليزية: Freddie Hinds)‏ هو لاعب كرة قدم بريطاني في مركز الهجوم، ولد في 28 يناير 1999 في Potton ‏ في المملكة المتحدة. لعب مع نادي تشيلتنهام تاون لكرة القدم.

## وصلات خارجية
- فريدي هايندز على موقع قاعدة بيانات كرة القدم.إي يو (الإنجليزية)
- فريدي هايندز على موقع Soccerbase.com (لاعب) (الإنجليزية)